# Herman Scheel
Herman Carsten Johannes Scheel, född den 19 januari 1859 i Hamar, död den 29 september 1956, var en norsk jurist. Han var bror till Signe Scheel.
Scheel blev juris kandidat 1881, universitetsstipendiat 1887 och juris doktor på avhandlingen Om ægtefællers formuesforhold 1892. Ham var professor i rättsvetenskap 1893–1898 och utnämndes 1898 till høyesteretsassessor. Han var februari 1910–februari 1912 justitieminister i Wollert Konows koalitionsministär, där han representerade högern. Scheel blev åter høyesteretsassessor 1912 och justitiarius i Høyesteret 1920. Utom flera betänkanden om nya lagar, stiftade eller förberedda under hans ministertid, i synnerhet angående vattendrags rätt och överlåtelse av fast egendom, författade han Forelæsninger over norsk tingsret (1901–1912) samt en del tidskriftsuppsatser i straff- och processrätt.